# Faisal Chatar
Faisal Chatar is een Belgische dj en producer.

## Biografie
Chatar groeide op in Lommel en verhuisde later naar Antwerpen.
In 2012 startte hij bij VRT. Daar verzorgde hij onder meer de radiojingles.
Faisal is huisdeejay bij Studio Brussel en draaide onder andere samen met zijn broer Hakim meerdere sets op grote festivals zoals Pukkelpop, Tomorrowland en Rock Werchter.
In 2017 en 2018 was hij ook frequent op televisie te zien: in het satirisch actualiteitenmagazine De Ideale Wereld was hij sidekick van presentator Otto-Jan Ham.
Na een periode in duo te draaien met zijn broer, waarin ze enkele remixen maakten die door de destijds gevestigde waarden werden gedraaid zoals Mr.Oizo, A-Trak, Bloody Beetroods en Brodinksi, was het tijd voor Faisal om zelfstandig verder te gaan. Zijn liefde voor het producen en dj’en groeide en in het jaar 2016 werd hij eerste bij de redbull elektropedia awards dj top 100.  Vanaf dat moment werd zijn talent opgemerkt door het grote publiek. Faisal staat vooral bekend om zijn genre-overstijgende sets en brede scala aan invloeden, en zijn edits die wereldwijd onder dj’s gedeeld worden.
Hij speelde op bijna alle middelgrote en grote festivals in België en dit jaar zal hij voor de tweede keer een podium hosten op WECANDANCE. Hij organiseert zijn eigen evenement FAISAL SELECTS, waarmee de eerste editie volledig uitverkocht was. Hij heeft meerdere award winnende radioshows en momenteel host hij zijn wekelijkse show op Studio Brussel met rappers Glints & Yong Yello genaamd 'Abbatoir Anvers'. In 2020, tijdens de corona pandemie heeft hij zijn single 'some time alone' uitgebracht met een featuring van rapper Glints. Zijn passie voor muziek is de rode draad in zijn leven, naast dj’en produceert hij muziek voor series en films zoals Grond en De Life.
Chatar produceerde in 2024 het album IJsland van het muziekduo IJsland, ofwel Sef en Abel.

## Onderscheidingen en nominaties
| Award                 | Jaar | Genomineerde            | Categorie  | Resultaat     |       |
| --------------------- | ---- | ----------------------- | ---------- | ------------- | ----- |
| Red Bull Elektropedia | 2016 | FAISAL (Studio Brussel) | Best Radio | Derde plaats  | [ 3 ] |
| Red Bull Elektropedia | 2016 | FAISAL                  | Best DJ    | Gewonnen      | [ 3 ] |
| Red Bull Elektropedia | 2017 | FAISAL (Studio Brussel) | Best Radio | Gewonnen      | [ 3 ] |
| Red Bull Elektropedia | 2017 | FAISAL                  | Best DJ    | Derde plaats  | [ 3 ] |
| Red Bull Elektropedia | 2018 | FAISAL (Studio Brussel) | Best Radio | Tweede plaats | [ 3 ] |

## Discografie

### Singles & EP's
- Some Time Alone - 2020
- GLINTSAL - All Blue Hair - 2024
- IJsland - IJSLAND - 2024